# Anica Röhlinger
Anica Röhlinger (* 10. Februar 1996 in Lehnstedt bei Weimar) ist eine deutsche Schauspielerin.
Anica Röhlinger spielte von 2009 bis 2012 die Rolle der Sophie Mai in der Kinder- und Jugendserie Schloss Einstein. Sie ist die jüngere Schwester von Jana Röhlinger, die von 2007 bis Sommer 2009 die Rolle der Mia Bussmann verkörperte. 2006 spielte sie bereits in dem Kurzfilm Unsere 10 Gebote – Gebot 2: „Du sollst den Namen des Herrn nicht missbrauchen“ die Rolle der Emily.
Sie hat zwei Geschwister. Ihre Schwester Jana Röhlinger spielte von 2008 bis 2009 und 2010 (Gastauftritt) auch in Schloss Einstein.

## Filmografie
- 2006: Unsere 10 Gebote – Gebot 2 : „Du sollst den Namen des Herrn nicht missbrauchen“
- 2009–2012: Schloss Einstein
- 2010: Ich! Schloss Einstein
- 2011: KI.KA-Live Schloss Einstein Backstage (2 Folgen)
- 2014: KI.KA LIVE: Schloss Einstein Backstage
- 2014: In aller Freundschaft – Folge 640: „Anschuldigungen“